# Кутараба
Кутараба (англ. Lake Cootharaba) — озеро в районе Саншайн-Кост, штат Квинсленд, Австралия, на территории национального парка Грейт-Сэнди.

## Описание
Озеро расположено в юго-восточной части штата Квинсленд, имеет размер примерно 10 на 5 километров. Достаточно мелкое, средняя глубина — 1,5 метра. С севера и юга окружено мелкими болотцами, похожими на тропический биом эверглейдс, также в озеро с севера впадает река Нуса, а с юга она же из него вытекает. От Тихого океана с востока Кутарабу отделяет полоса суши шириной до 1,5 километра в самой узкой части. Единственный населённый пункт на берегу озера — Борин-Пойнт с населением менее 300 жителей на западном берегу.
Ежегодно на озере проходят различные парусные регаты.